# Россо Мальпело
«Россо Мальпело» (по-итальянски Rosso Malpelo, буквально Рыжый, Зловласка) — новелла сицилийского автора Джованни Верги, которая впервые была напечатана в газете «Fanfulla» в 1878 году и впоследствии опубликована в 1880 году вместе с другими новеллами, написанными в 1879—1880 годах в «Vita dei campi» («Деревенская жизнь»).
Egli era davvero malvagio contro chi lo maltrattava,torvo, ringhioso e selvatico. Al mezzogiorno, mentre tutti gli altri operai della cava si mangiavano in crocchio la loro minestra, e facevano un po' di ricreazione, egli andava a rincattucciarsi col suo corbello fra le gambe, per rosicchiarsi quel pane di otto giorni, come facevano le bestie sue pari; e ciascuno gli diceva la sua motteggiandolo, e gli tirava dei sassi, finché il soprastante lo rimandava a lavorare con una pedata.
Он был действительно злым с теми, кто дурно обращались с ним, мрачным, рычащим и диким. В полдень, когда все работники карьера собирались в круг, ели свои похлебки и отдыхали, он прятался и садился ставя свою корзинку между ног, чтобы обгрызть уже  восемь дней как чёрствый хлеб, как делал скот, равный ему; и каждый твердил своё, осмеивая его, и бросал в него камень, пока надсмотрщик пинком не посылал его работать.
Эта новелла — история Росса Мальпела, ребёнка работающего в карьере, жертвы предрассудков, из-за цвета своих волос. Только отец любит его, но он умирает в шахте, оставляя Росса с матерью и сестрой, которые недолюбливают мальчика. После смерти его единственного друга Раноккиа (Ranocchio, Лягушонка), понимая, что он уже не играет никакой роли для никого, он вызывается рыть опасную штольню в шахте. Войдя в штольню, он пропадает в темноте, оставляя в душах работников страх, что он вернётся внезапно как призрак.

## Новелла
Россо Мальпело играет важную роль в произведении Верги, в новелле впервые используется техника отстранения (позже теоретизированная русским нарратологом Шловским, при изучении произведений Л. Толстого). Новелла считается первым опубликованным текстом новой верганской манеры («il primo testo della nuova maniera verghiana ad essere pubblicato»). В повествовании нет всезнающего рассказчика, автор не является человеком отстраненным от описания и нейтральным к деятельности и мнениям персонажей. Согласно этой стилистике автор не выражает своих личных суждения, а стремится увидеть действие глазами действующих лиц, описать события с их точки зрения.
«Malpelo si chiamava così perché aveva i capelli rossi; ed aveva i capelli rossi perché era un ragazzo malizioso e cattivo, che prometteva di riescire un fior di birbone. Sicché tutti alla cava della rena rossa lo chiamavano Malpelo; e persino sua madre, col sentirgli dir sempre a quel modo, aveva quasi dimenticato il suo nome di battesimo.»
«Его звали Мальпела, потому что у него были рыжие волосы; и у него были рыжие волосы, потому что он был ребёнком злонамеренным и дурным, обещающим стать отъявленным мерзавцем. Поэтому все в песчаном карьере звали его Мальпела; и даже его мать, слушая всех говоривших так, почти забыв имя, данное ему при крещении.»
С первых строк новелла демонстрирует революционную новизну повествовательной постановки Верги. То, что Мальпела считается злонамеренным и дурным лишь потому, что имеет рыжие волосы — явное искажение логики, которая раскрывает недалекие суждение народа. Автор отражает мышление героев, участвующих в истории, мир их духовных ценностей и потребностей.
Согласно народным легендам, рыжие волосы — знак коварства и преступности. Поэтому все жители в деревне и все работники в карьере мучают ребёнка и даже мать не любит его. Она не доверяет ему, считает, что он не приносит домой все заработанные деньги и утаивает что-то для себя, сестра его бьёт.
В начале новеллы, Мальпело работает в песчаном карьере вместе с отцом Мастро Мишу (Mastro Misciu), известным под прозвищем Бестиа (Bestia, скотина). Отец и ребёнок очень привязаны друг к другу, только Мишу любит Мальпела и всегда защищает его, когда другие работники пытаются издеваться над ним. Однажды в карьере возникает необходимость рыть туннель и все работники отказываются это делать из-за опасности, кроме Мишу Бестиа, отчаянно нуждающегося в деньгах, который соглашается работать в туннеле, рискуя своей жизнью. Работу Мальпело с отцом начинают поздно вечером, после того, как они отработали весь день и изрядно устали. К сожалению, пилястр туннеля ломается и падает на отца. Мальпело в отчаянии зовет на помощь, но когда приходят люди из деревни, оказывается слишком поздно — Мастро Мишу уже мертв. После смерти отца, Россо продолжает работу в карьере один, оставшись совсем без защиты.
Спустя некоторое время, в карьере появляется новый работник, маленький слабый мальчик, раньше работавший каменщиком и вынужденный бросить эту работу из-за полученной травмы. Ребёнку дали кличку Раноккио (Ranocchio, Лягушонок)из-за его худобы и странной походки. Мапьпело сразу начинает издеваться над ним, тем самым надеясь закалить его и укрепить дух. Чем больше Раноккио не отвечает на провокации, тем сильнее Россо издевается над ним. На самом деле он желает помочь ему мальчику и нередко отдаёт ему часть своей еды или помогает в трудных работах. Копая в туннеле, работники находят труп Мастра Мишу и отдают сыну его нищенские личные вещи, которые Россо ревностно хранит. Раноккио заболевает туберкулёзом и внезапно умирает. Мать выходит замуж за другого мужчину и переезжает с сестрой в другой дом. Россо остаётся в одиночестве и ему всё равно погибнет ли он, или нет. Ему предлагают опасную работу, и он, взяв хлеб, вино, орудия и одежду отца, спускается в туннель, чтобы не больше никогда не выйти из карьера. Хотя его смерть выглядит очень трагично и драматично, Россо, осознавая, что погибнет, думает лишь о том, что работники карьера всегда будут бояться его, думая что он внезапно может появиться из темноты со своими «грозными глазами и красными волосами» («occhiacci grigi e capelli rossi»).

## Комментарии
Новелла «Россо Мальпело» описывает жизнь социальных классов, оказывающихся в стеснённых экономических условиях в Сицилии в конце XIX века. Верга знал лично такие ситуации, которые фиксировали тоже в исследованиях только что присоединённого Королевства Италии (1861). В принципе, новелла — это портрет подростка, приговорённого насилием и предрассудками народа к тяжёлому труду, к эмаргинации и к трагической смерти, похожей на смерть его отца.
Хотя автор использует технику отстранения, он не скрывает своё сострадание к Мальпелу, человеку побеждённому жизнью («vinto») без любой возможности повлиять на свою судьбу. Верга ставит в этой новелле человеческую борьбу за существование бедняков, вынуждены сдерживать какое-либо чувство сострадания к ближнему, чтобы выжить (именно на этому введена сюжетная линия с Раноккиом являющаяся эмблематической). Автор использует часто диалектные слова и выражения народа, чтобы рассказ был более реалистическим и суровым. Реалистические и нейтральные описания насилия против Мальпела провоцируют глубокое возмущение в читателе, заставляя его размышлять о неблагополучных условиях жизни несчастного ребёнка.